# Noto rosso
Il Noto rosso è un vino a DOC che può essere prodotto nei comuni di Noto, Rosolini, Pachino, Avola tutti in provincia di Siracusa.

## Vitigni con cui è consentito produrlo
- Nero d'Avola 65%
- altri vitigni a bacca nera, non aromatici, idonei alla coltivazione nella Regione Siciliana per un massimo del 35%

## Caratteristiche organolettiche
- colore: rosso rubino più o meno intenso;
- profumo: franco, intenso;
- sapore: asciutto, giustamente tannico con retrogusto gradevolmente fresco;

## Produzione
Provincia, stagione, volume in ettolitri